# Воротничковый рябчик
Воротничковый рябчик (лат. Bonasa umbellus) — птица трибы тетеревиных семейства фазановых, единственный вид рода Bonasa.

## Внешний вид
Длина тела 43—48 см, длина хвоста 11,4—19 см. Размах крыльев около 60 см, при длине крыла до 47 см, клюв — 2 см. Вес составляет 500—650 г (отдельные самцы весят до 800 г). Окрас оперения у рябчиков, обитающих в разных частях ареала отличается: птицы, живущие в южных широтах, отличаются оперением в котором преобладают красно-коричневые оттенки, а птицы, живущие в северных широтах, характеризуются преобладанием в оперении серых оттенков.
Окрас довольно пестрый и представлен сложным узором из округлых пятен и каплевидных полосок, которые покрывают верхнюю часть тела (коричневый, серый и охристый). Низ тела желтовато-серого цвета.
Клюв темно-коричневый. Ноги желто-серого цвета. Верхняя часть головы и задняя часть шеи окрашена в яркие желто-красные цвета. От мандибулы до глаза имеется желтовато-белая область. Горло коричневато-жёлтого цвета. Под крыльями находятся пучки светло-каштановых перьев. Живот желтовато-красный.
К 8—14 неделям у молодых рябчиков можно определить пол — надглазничное кольцо у самцов красно-оранжевого цвета, у самок — практически не отличается от основной окраски тела. Пол птиц также можно различить по хвосту и огузку, например, длина центрального пера хвоста у самца обычно длиннее 15 см, у самок это перо на 1—2 см короче; на перьях, растущих у самцов на огузке по два или несколько больших беловатых пятен, у самок же по одной округленной или овальной белой точке. Молодые птицы окраской оперения похожи на самок, но у них отсутствуют черные полосы на хвосте.
Клюв короткий, немного выгнутый, тупой с загнутым кончиком. Его основание покрыто перьями. Ноздри скрыты в перьях. Шея короткая. Тело рябчика коренастое. Предплюсна частично оперена, без шпор, в самом низу покрыта щитками. Крылья короткие, широкие, округленные. Хвост длинный, достаточно округленный, состоит из 18 перьев. У самцов на голове имеется более заметный, чем у самок гребень. Оперение глянцевое. На шее по бокам имеются пучки удлиненных перьев (верхушки данных перьев шелковистые, изогнуты вперед), которые могут подниматься и ершиться.

## Ареал и местообитание

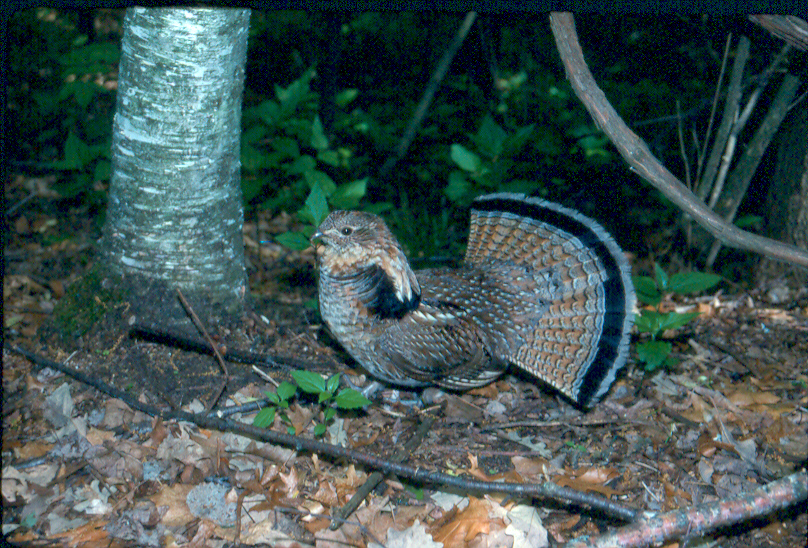
Самец

Северная Америка — США, Центральная Аляска, Канада.
Птицы обитают в хвойных (сосновых, еловых) и лиственных лесах; на открытых участках (дороги, луга, пахотные земли); в районах, граничащие с тундрой и прериями. Также населяет скалистые склоны гор и холмов, покрытые вечнозелеными деревьями и мелким кустарником. Поднимается в горы на высоты до 1060 м над уровнем моря.

## Подвиды
Международный союз орнитологов выделяет 13 подвидов воротничкового рябчика:
- B. u. yukonensis — центральная Аляска через Юкон, Северо-Западные территории и самые северные части Альберты и Саскачевана,
- B. u. umbelloides — через Канаду от побережья в западную Монтану, восточный Айдахо и северо-западный Вайоминг,
- B. u. labradorensis — на полуострове Лабрадор,
- B. u. castanea — населяет прибрежные регионы штата Орегон (полуостров Олимпик).
- B. u. labradorensis — на севере Онтарио,
- B. u. sabini — от южной оконечности Британской Колумбии через восток Вашингтона и Орегона до северо-западной Калифорнии,
- B. u. brunnescens — населяет Ванкувер и прибрежные регионы Британской Колумбии,
- B. u. togata — ареал от северной Миннесоты проходит через Висконсин, Мичиган, юг Онтарио и Квебека, до Новой Англии,
- B. u. mediana — от центральной Миннесоты до Висконсина и Мичигана, северо-западный Иллинойс, изолированные области в Индиане и Миссури,
- B. u. phaios — от Айдахо до северо-восточного Орегона,
- B. u. incana — юго-восточный Айдахо в центральную Юту и западный Колорадо; изолированные области в Южной Дакоте; южная Манитоба и Саскачеван,
- B. u. monticola — юго-восточный Мичиган и южный Квебек, с юга Пенсильвании через Огайо, Мэриленд, Виржинию, Каролину, Кентукки, и Теннесси; изолированная область в Миссури,
- B. u. umbellus — ареал простирается от юга Коннектикута через южный Нью-Йорк, Род-Айленд, Нью-Джерси, Массачусетс и восточную Пенсильванию.

- B. u. affinis — южная Британская Колумбия в восточный Вашингтон и северо-восточный Орегон,

## Питание
Основу рациона птиц составляет растительная пища на которую приходится до 93—97 %. Птицы поедают различных части растений — почки, молодые побеги, листья, желуди, семена, плоды, цветы, хвою, орехи и ягоды. Остальную часть рациона составляют членистоногие (особенно в сезон размножения) черви, наземные улитки, пауки. В рационе птенцов насекомые и беспозвоночные занимают до 90 %. До 40—70 % всей воды рябчики получают из потребляемой пищи.

## Продолжительность жизни
Максимальная продолжительность жизни составляет 7,8 лет, однако большая часть птиц редко доживает до 5 лет. Средняя продолжительность жизнь для молодых рябчиков — 8,6 мес, для взрослых птиц — 2 года.

## Образ жизни
Сезонных миграций не совершают, но ранней осенью может наблюдаться перемещения молодняка в связи с рассеиванием выводков в течение 2—5 недель. Зимой самки являются более мобильными, чем самцы, видимо из-за того, что последние являются территориальными и охраняют свои участки обитания. Зимой по утрам птицы покидают места своих ночевок и отправляются на кормежку, создавая скопления до 10 особей. Каждая птица заполняет зоб растительной пищей и возвращается к насесту. В дневные часы и ближе к вечеру птицы снова отправляются на кормежку. При рыхлом снеге глубиной более 20 см, птицы часто ныряют или зарываются в сугробы и ночуют в них. При сильных морозах воротничковые рябчики могут оставаться под сугробами снега нескольких дней подряд.
Полет рябчиков низкий, обычно летают прямо над деревьями или кустарниками, тихий. Потревоженная птицы взлетает с громким трещащим звуком. Большую часть дня рябчики проводят на земле. Передвигаются на земле воротничковые рябчики шагом.

## Социальная структура и размножение
На протяжении всего года, за исключением сезона размножения ведут уединенный образ жизни. Период размножения зависит от длительности светового дня, участка ареала и климатических условий — обычно с марта по июль.
Взрослые самцы являются довольно территориальными, площадь их токовых участков составляет 2,3—4,5 га, участки молодых самцов занимают 1,7—4,2 га, размеры участок самок меняются в зависимости от сезона.
В начале сезона размножения самец занимает определённый участок леса и старается привлечь на него самку. Спаривание обычно происходит на токовом участке самца. Самец может спариваться с несколькими самками за сезон. Для тока обычно используется ствол упавшего дерева, пень или камень. Во время тока самцы играют крыльями (без участия своего голоса), хлопая ими так, что возникает определенная по темпу и ритму глухая дробь. токующий самец при этом поднимает хохолок на своей голове, широко оттопыривая длинные перья по бокам шеи, и широко раскрывает хвост.
Самцы участия в выкармливании потомства не принимают. Самки заботятся о птенцах, пока те не смогут самостоятельно усаживаться на деревьях. Гнездо воротничкового рябчика представляет собой впадину в земле, часто у основания деревьев, пней, около скал, расположенное обязательно возле или в пределах до 100 м от источников воды. Гнездовую ямку самки выстилают опавшей листвой, хвоей, и небольшим количеством собственных перьев. Самка покидает гнездо для кормёжки ранним утром и вечером.

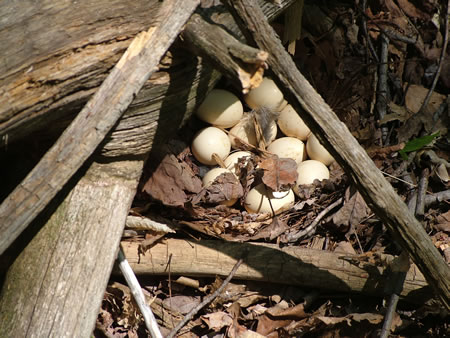
Гнездо с кладкой яиц

Яйцекладка начинается на 3—7 день после спаривания. Самка откладывает по одному яйцу каждые 25—30 часов. В кладке обычно в среднем находится 11,5 беловатых или коричневатых яиц. В целом кладка может содержать от 4 до 19 яиц. Инкубация начинается только после того, как самкой было отложено последнее яйцо. Инкубация длится 23—24 дня. Если гнездо было разрушено, то самка строит второе и делает вторую кладку. Примерно 48—39 % всех кладок разоряется хищниками.
Из яиц вылупляются сразу все птенцы. Птенцы покрыты пухом и через несколько часов после рождения, самка уводит птенцов от гнезда. Первая линька начинается сразу же после вылупления. Постювенальная линька отмечается в 7 недельном возрасте. На протяжении последующих 8—12 недель самка водит за собой птенцов по участку размером 4—17 га. Самка активно отвлекает хищников от своего выводка, притворяясь раненой. Примерно 33—50 % всех птенцов погибает в течение первого месяца их жизни. В конце августа — начале сентября молодые птицы своим внешним видом уже напоминают взрослых птиц, но все еще имеют незначительные различия.
В конце лета выводки распадаются и мигрируют в поисках участков обитания — перемещаются как одиночку, так и небольшими группами. Молодые самки обычно уходят от родительского участка намного дальше, чем самцы.
В течение первой зимы обычно погибает до 55 % всего молодняка.